# カレッジボード
カレッジボード（College Board）は、アメリカ合衆国における大学入試の標準テストのひとつであるSATや、アドバンスト・プレイスメント もしくは APプログラム と呼ばれる高等教育カリキュラム 等の策定・運営を行っている、米国における非営利団体である。
1899年に設立されたカレッジボードは、高等教育の普及を目的として創設され、現在、米国を中心として世界有数の6,000を超える教育機関をメンバーシップとして有している。 毎年 700万人以上の学生を対象として、彼らへの教育や大学進学をサポートするためのサービスや教育プログラムを提供している。
カレッジボードは現在のところ、ニューヨーク州のニューヨークとバージニア州のレストンの二箇所を本部とし、その他 全米に６つの地域オフィスがある。